# Les Paccots
Les Paccots ist eine Ortschaft und ein Wintersportgebiet in der Gemeinde Châtel-Saint-Denis im Kanton Freiburg in der Schweiz.

## Lage
Les Paccots liegt in den Freiburger Voralpen am linken Ufer des Tals der Veveyse. Das Bergdorf ist umgeben von den Gipfeln des Dent de Lys (2014 m ü. M.), Teysachaux (1909 m ü. M.), Niremont (1514 m ü. M.) und Corbetta (1401 m ü. M.).
Der Wintersportort ist vier Kilometer von der Ausfahrt Châtel-Saint-Denis der Autobahn A12 entfernt. Eine Buslinie der Freiburgischen Verkehrsbetriebe verbindet Les Paccots ungefähr stündlich mit dem Bezirkshauptort.

## Namensherkunft
Der Begriff paccot (oder pacot) bezeichnet im Freiburger Patois einen nassen oder sumpfigen Boden; ein Gelände, das an mehreren Stellen der Gegend anzutreffen ist (Moor, Weiher, Hochmoor).

## Sommeraktivitäten
Les Paccots bietet die Möglichkeit zum Wandern, Mountainbiken oder zu kulturellen Aktivitäten. Lehrpfade und geführte Touren ermöglichen, die Naturschutzgebiete des Bergsees Lac des Joncs und des Teichs von Rathvel zu entdecken. 
Seit 2012 wird jedes Jahr Anfang Juni ein Traillauf für 600 Teilnehmer organisiert, die aus drei Strecken von 19, 28 oder 42 Kilometer Länge mit 1100, 1750 bzw. 2650 Höhenmetern auswählen können.

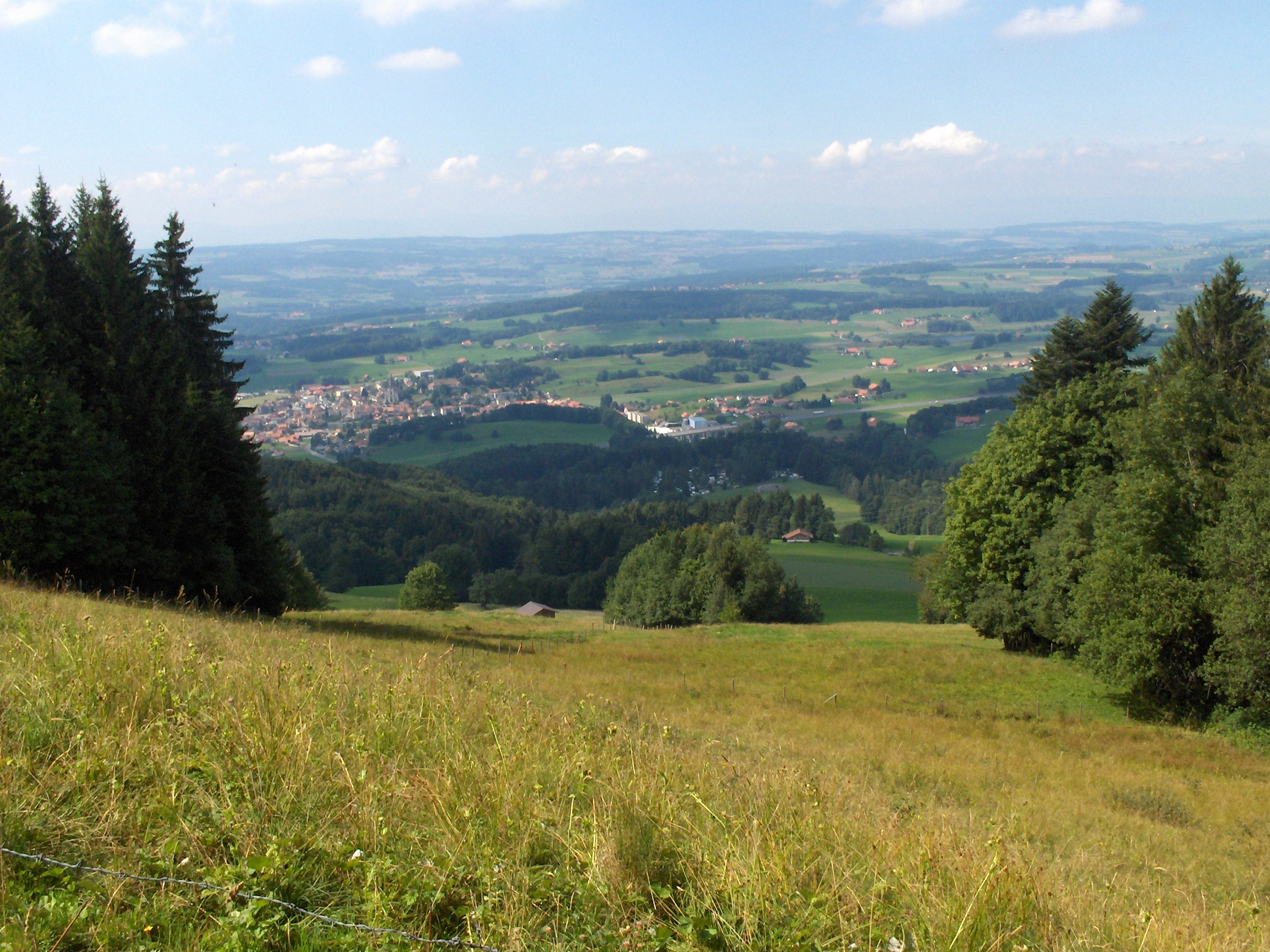
Blick von Les Paccots auf Châtel-St-Denis
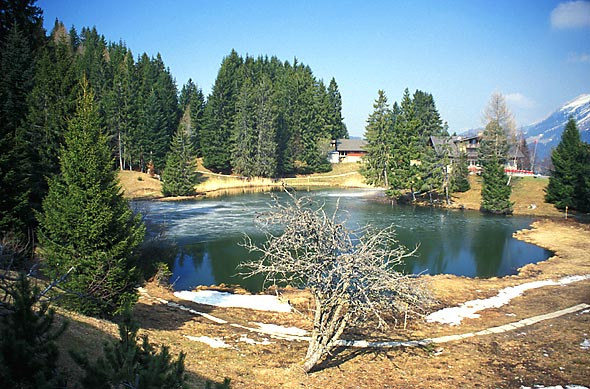
Lac des Joncs
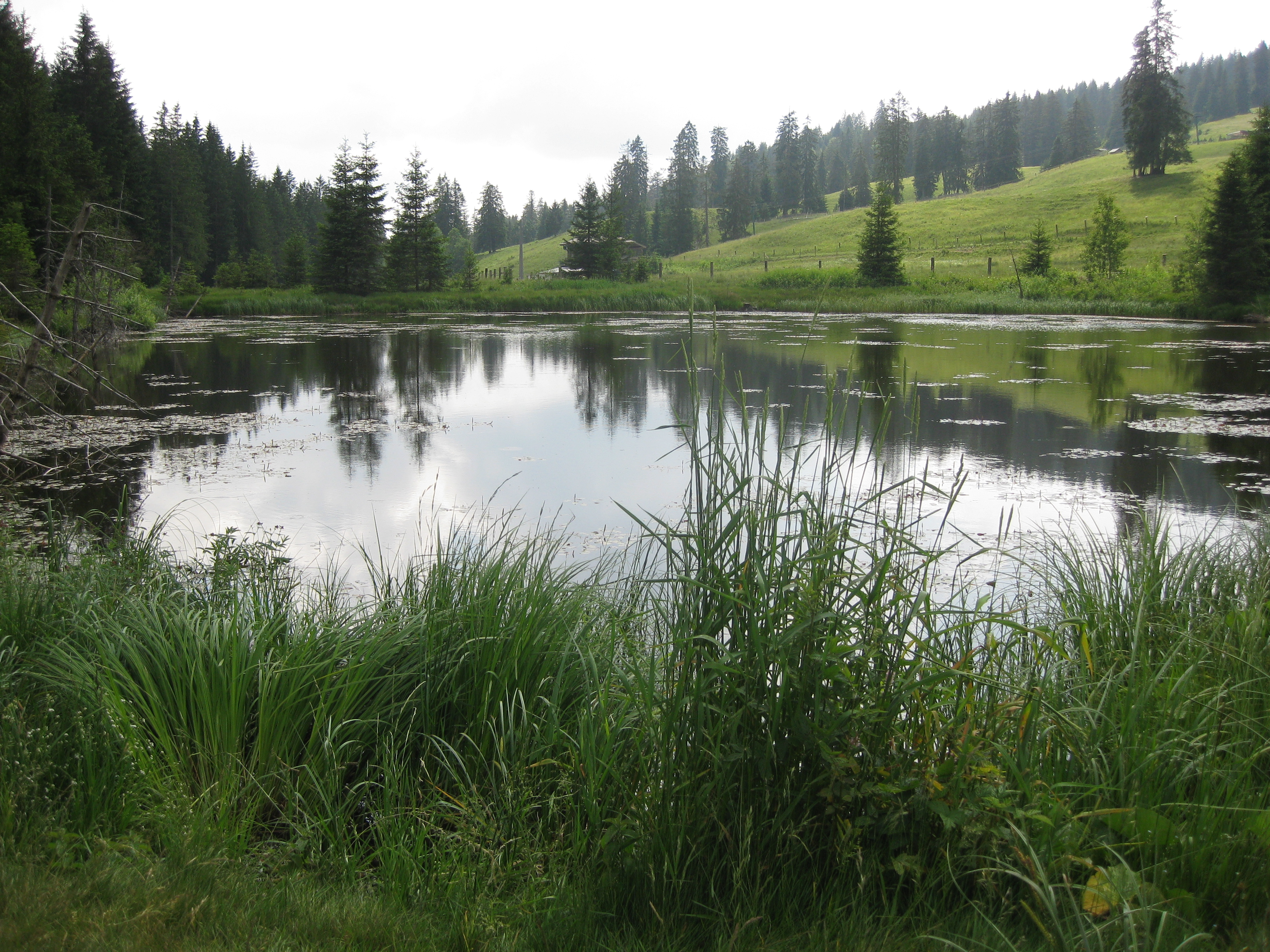
Teich von Rathvel

## Skigebiet
Das Skigebiet liegt in kurzer Distanz zur Waadtländer Riviera, nach Lausanne und Bulle und ist vor allem für Anfänger und Familien geeignet. Das Skiareal ist in drei Teilgebiete aufgeteilt:
- Corbetta (1380 m ü. M.) hat den Ausgangspunkt in Les Paccots. Die 1200 Meter lange Skipiste La Cierne ist von der Autobahn A12 aus sichtbar. Der Schlepplift La Saira verbindet die Westseite des Berges auf relativ flachem Gelände. Bei geeigneten Schneeverhältnissen kann auf einer nicht präparierten Piste von der Talstation des Skilifts nach Châtel-Saint-Denis gefahren werden.
- Borbuintse (1397 m ü. M.) befindet sich im Zentrum des Skigebiets und ist mit Corbetta und Le Pralet verbunden. Die blau markierten Pisten weisen nur geringes Gefälle auf.
- Le Pralet (1568 m ü. M.) weist einen Höhenunterschied von 433 Metern auf und wird von einem einzigen Skilift erschlossen. Die 1340 Meter lange Piste ist für Anfänger ungeeignet und entsprechend schwarz markiert.

Aufgrund der geringen Höhenlage des Skigebiets und des Fehlens von Schneekanonen endet die Saison in der Regel Mitte März.
Ein Winterwanderweg verbindet Les Paccots mit dem Gipfel des Corbetta. Sechs Schneeschuhtrails mit einer Gesamtlänge von 25 Kilometern und eine Eisbahn runden das touristische Winterangebot ab.
Der Ferienort Rathvel liegt 5 Kilometer nördlich von Les Paccots.

## Bahnanlagen und Skipisten
| Nr. | Typ | Name                  | Länge  | Baujahr | Hersteller |
| --- | --- | --------------------- | ------ | ------- | ---------- |
| 1   |     | Corbetta              | 1110 m | 1962    | Oehler     |
| 2   |     | Le Pralet             | 1340 m | 1969    | Poma       |
| 3   |     | Borbuintse            | 800 m  | 1958    | Poma       |
| 4   |     | La Cierne             | 1200 m | 1966    | Oehler     |
| 5   |     | La Cagne              | 740 m  | 1972    | Poma       |
| 6   |     | Ls Joncs              | 200 m  | 1972    | Poma       |
| 7   |     | Les Vérollys-Corbetta | 1015 m | 1979    | Poma       |
| 8   |     | Les Vérolly-Junior    | 376 m  | 1982    | Städeli    |
| 9   |     | Le Pinocchio          | 100 m  |         |            |
| 10  |     | Pikachu               | 100 m  |         |            |
| 11  |     | La Saira              | 330 m  | 1977    | Poma       |

| Nr. | Name                 | Teilgebiet | Länge  | Bemerkung     |
| --- | -------------------- | ---------- | ------ | ------------- |
| 1   | Corbetta (mittel)    | Corbetta   |        |               |
| 2   | Pralet (schwer)      | Le Pralet  | 1340 m |               |
| 3   | Borbuintse (leicht)  | Borbuintse | 800 m  |               |
| 4   | Cierne               | Corbetta   | 1200 m |               |
| 5   | Cagne                | Borbuintse | 740 m  |               |
| 6   | Les Joncs            | Corbetta   | 200 m  | Nachtskipiste |
| 7   | Les Vérolly-Corbetta | Corbetta   | 1015 m |               |
| 8   | Vérolly-Junior       | Corbetta   | 376 m  |               |
| 9   | Pinocchio            | Corbetta   | 100 m  |               |
| 10  | Pikachu              | Borbuintse | 100 m  |               |
| 11  | La Saira             | Corbetta   | 330 m  |               |